# فرانزر إيهر
فرانزر ايهر ("Franz Eher and Successors، LLC"، التي يشار إليها عادةً باسم Eher-Verlag "Eher Publishing") كانت دار النشر المركزية للحزب النازي وواحدة من أكبر شركات الكتب والدوريات خلال الرايخ الثالث.    تم الاستحواذ عليها من قبل الحزب في 17 ديسمبر 1920 مقابل 115000 بابيرمارك. 
بالإضافة إلى الأوراق الرئيسية، فولكشر بيوباختر وIllustrierter Beobachter، قام الناشرون أيضًا بطباعة الروايات والخرائط وكتب الأغاني والتقاويم. ونشرت الدار كتاب كفاحي لأدولف هتلر أيضًا من عام 1925 من خلال العديد من الإصدارات وملايين النسخ.

## التاريخ
تم تسجيل دار النشر بواسطة Franz Xaver Josef Eher (1851-1918) في Handelsregister في ميونيخ في 2 ديسمبر 1901. ومع ذلك، تم تأسيس الشركة بالفعل باسم Münchener Beobachter في 2 يناير 1887. بعد وفاة إيهر، استولى رودولف فون سيبوتندورف على الشركة في عام 1918 وفي 30 سبتمبر 1919 حولها إلى شركة ذات مسؤولية محدودة لتجنب إفلاسها المحتمل.

## كتب بارزة
- أدولف هتلر. مين كامبف (تم نشره عام 1925).
- ألفريد إنجيمار بيرندت . اختراق الدبابات! رواية جندي ألماني عن الحرب في البلدان المنخفضة وفرنسا، 1940.
- ليو ليكسنر. من Lemberg إلى Bordeaux سرد مراسل الحرب الألمانية لمعركة في بولندا والدول المنخفضة وفرنسا، 1939-1940 (تم نشره عام 1941).